# 망누스 5세

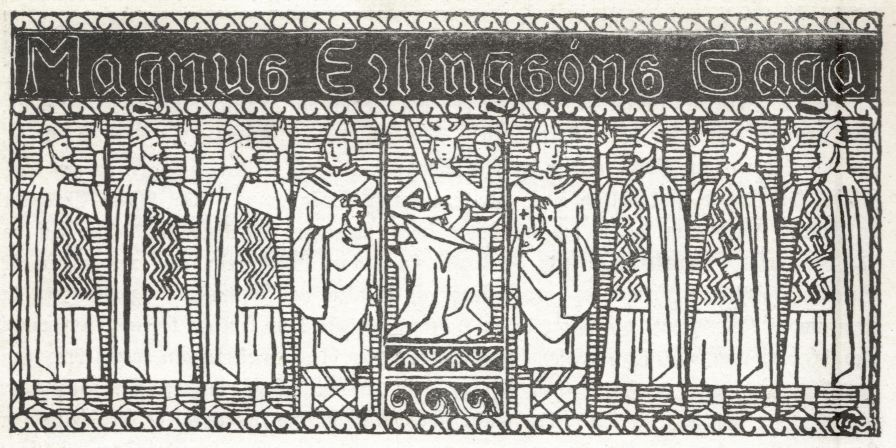
망누스 5세에 관한 사가

망누스 5세(노르웨이어: Magnus V, 1156년 ~ 1184년 6월 15일) 또는 망누스 에를링손(노르웨이어: Magnus Erlingsson, 고대 노르드어: Magnús Erlingsson)은 노르웨이의 국왕(재위: 1161년 ~ 1184년 6월 15일)이다. 하르드라디 가 출신이다.

## 생애
노르웨이의 귀족인 에를링 샤케(Erling Skakke)의 아들로 태어났다. 그의 어머니는 시구르 1세 국왕의 딸인 크리스틴 시구르스다테르(Kristin Sigurdsdatter)이다.
1161년 노르웨이의 국왕으로 즉위했지만 1177년 6월 노르웨이 내전에서 스베레 시구르손이 망누스 5세 국왕에 대항하는 반란을 일으키면서 대중의 지지를 잃었다. 1184년 6월 15일 핌레이테 전투(Fimreite)에서 스베레에게 패배하면서 전사했다.
| 전임 잉에 1세, 호콘 2세 | 노르웨이의 국왕 1161년 ~ 1184년 6월 15일 호콘 2세와 공동 군주 (1161년 ~ 1162년) | 후임 스베레 시구르손 |